# خيسوس خيل مانزانو
خيسوس خيل مانزانو (بالإسبانية: Jesús Gil Manzano)‏ (مواليد 4 فبراير 1984 في دون بينيتو) هو حكم كرة قدم إسباني. غالبًا ما يدير مباريات في الدوري الإسباني لكرة القدم و‌كأس ملك إسبانيا. كان أول ظهور له في الدوري الإسباني يوم 25 أغسطس 2012 في مباراة جمعت بين نادي مالقا و‌ريال مايوركا.

## روابط خارجية
- خيسوس خيل مانزانو على موقع Soccerway.com (الإنجليزية)